# Hemitriakis complicofasciata
L'Hemitriakis complicofasciata és una espècie de elasmobranqui carcarriniforme de la família Triakidae.